# Bibymalagasia
Bibymalgasia é uma ordem extinta de mamíferos, que possui apenas uma família, a Plesiorycteropidae, e um único gênero, o Plesiorycteropus. Geralmente o Plesiorycteropus tem sido tratado como aparentado ao Orycteropus da África, e colocado na ordem Tubulidentata. Mas também existe sugestões de afinidade com os Insectivora, Xenarthra ou Pholidota. Entretanto, Ross MacPhee (1994), após um estudo de todos os registros conhecidos do gênero, assinalou-o a uma ordem própria.
Os registros esqueléticos do Plesiorycteropus foram encontrados em vários pontos de Madagascar, tanto de áreas florestais ao longo da costa, como nas áreas abertas do interior. O último registro de animais viventes foi feito a cerca de 1.000 anos atrás, mesmo período em que outros animais da ilha (hipopótamos-anões, lêmure-gigante, ave-elefante) foram extintos pela crescente atividade humana.

## Espécies
Duas espécies são tradicionalmente reconhecidas:
- Plesiorycteropus madagascariensis Filhol, 1895 - conhecido através de 12 espécimens coletados em diversos pontos de Madagascar;
- Plesiorycteropus germainepetterae MacPhee, 1994 - conhecido de um único espécimen coletado na região central de Madagascar, possivelmente Ampasambazimba.